# Gianandrea
Gianandrea ist ein italienischer männlicher Vorname, entstanden aus der Verbindung der Vornamen Gianni und Andrea. Weitere Varianten des Namens sind Gian-Andrea und Giannandrea.

## Namensträger
Gianandrea
- Gianandrea Noseda (* 1964), italienischer Dirigent
- Gianandrea Gavazzeni (1909–1996), italienischer Dirigent, Komponist und Musikwissenschaftler

Giannandrea
- Giannandrea Pecorelli (* 1958), italienischer Fernseh- und Filmproduzent sowie Filmregisseur und Drehbuchautor

Gian-Andrea
- Gian-Andrea Randegger (* 1986), schweizerischer Eishockeyverteidiger